# Palimadarak
A Palimadarak (másik ismert címe Ismeretlen ismerősök) (eredeti cím: I soliti ignoti) 1958-as olasz filmdráma, Mario Monicelli rendezésében.

## Cselekmény
Cosimo és az öreg bolognai „Capannelle”, két római piti tolvaj megpróbál ellopni egy autót, de a rendőrség elkapja őket: az előbbit letartóztatják, míg az idősebbnek sikerül elmenekülnie. A Regina Coeli foglya, Cosimo egy másik rabtól megtudja, hogy a Monte di Pietában könnyű rablást terveznek. Capannellét utasítja, hogy keressen egy „birkát”, ami szleng kifejezés arra, aki díj ellenében más helyett tölti le a büntetését.
Capannelle néhány barátjához fordul az üzletben – a vaskos Mario, a „Ferribotte” néven ismert szicíliai Michele és a fotós Tiberio –, de az elutasítás miatt kénytelen a nem elítéltekre támaszkodni, és Peppe „er Pantera”, egy őrült bokszoló mellett dönt, akit minden alkalommal kiütnek. A bíró azonban nem hagyja magát becsapni, és Cosimóval együtt elítéli. A fogva tartás alatt Cosimo elmeséli Peppének a tervet, ezzel elhiteti vele, hogy hosszú időre ítélték el, hogy elárulhassa neki a részleteket; valójában aznap szabadulna feltételesen. Mivel vissza kell adnia barátainak a pénzt, amit a börtönbüntetéséért fizettek, úgy dönt, hogy felbéreli őket a munkára.
A terv az, hogy a zálogház szobájába, ahol a széf található, úgy jutnak el, hogy először betörnek a szomszédos, feltételezhetően lakatlan lakásba, és ledöntik a válaszfalat. 
Tiberio filmkamerát lop a Porta Portese piacon. Filmet készítenek a helyszínről, majd a filmet megmutatják egy szakértő „tanácsadó”-nak, Dante Crucianinak, egy ismert exbetörőnek. A banda a bűntény végrehajtására vonatkozó utasításokat kap tőle.
A dolgok azonban bonyolódnak: időközben két idős nő költözött a lakásba, és egy Nicoletta nevű lányt tartanak szolgálatukban. Peppe magára vállalja, hogy elcsábítja a fiatal nőt, hogy információkat szerezzen. Közben Cosimo, aki egy amnesztiának köszönhetően szabadul a börtönből, csatlakozik a bandához, hogy bosszút álljon. Peppe felajánlja neki, hogy vegyen részt a rablásban, de Cosimo büszkeségből visszautasítja, és megpróbálja egyedül kirabolni a Monte di Pietàt. A pultnál megtalálja az eladót, aki egyáltalán nem ijed meg a fegyvertől, kiveszi a kezéből, és úgy kezeli, mint bármely más értéket, amelyet szerény összegért zálogba lehet adni. Később Cosimo arra szorítkozik, hogy megpróbál kirabolni egy hölgyet, de menekülés közben elgázolja egy villamos. 
Egy este, kihasználva a tulajdonosok távollétét, elérkezik a pillanat, hogy a banda végrehajtsa a rablást. Mario azonban lemond, és cserébe megígéri, hogy vigyáz Carmelinára, „Ferribotte” nővérére, akivel őszinte kapcsolata kezdődött. Számos nehézség leküzdése után – többek között szegény Tiberio kénytelen gipsszel a karján megjelenni, ami azzal az árussal való találkozásnak az eredménye, akinek a fényképezőgépét ellopta – a négy megmaradt társnak végül sikerül betörnie a lakásba. Itt sikerül lebontaniuk azt, amit a kijelölt falnak hisznek, de legnagyobb meglepetésükre a ház konyhájában találják magukat: a tulajdonosok ugyanis megváltoztatták a bútorok elrendezését, és áthelyezték a Monte di Pietàval szomszédos étkezőbe. A késői órára való tekintettel a banda kénytelen feladni, de nem anélkül, hogy ne fogyasztanák el a konyhában az ott talált főtt tésztát és csicseriborsót. A piti tolvajok által okozott gázcsőszivárgás azonban robbanást okoz, és még rongyosabb és tönkrementebb állapotban kell visszavonulniuk, mint amilyenben korábban voltak.
A hajnal első fényénél a banda szomorúan feloszlik. Tiberio felszáll a villamosra, és elmegy a fiáért, akit ott hagyott a Regina Coeliben csempészet miatt őrizetbe vett feleségénél. „Ferribotte” hazatér, és a Peppével egyedül maradt Capannelle a lakásból ellopott ébresztőóra váratlan hangjával hívja fel magára két biciklis carabiniere figyelmét. Ők ketten, hogy elkerüljék az ellenőrzést, kénytelenek elvegyülni néhány munkásember között, akik egy építkezés kapuja előtt munkáért tolonganak; Peppe hiába veteti fel magát, Capannelle, akit kidobtak, hasztalanul és gúnyosan figyelmezteti barátját, hogy ott majd dolgoztatni fogják.
Másnap egy újsághírben beszámolnak „ismeretlen elkövetők” tetteiről, akiknek csekély zsákmánya egy tányér tészta és csicseriborsó volt.

## Szereplők
| Szereplő                 | Színész              | Magyar hang (1. szinkron) | Magyar hang (2. szinkron) |
| ------------------------ | -------------------- | ------------------------- | ------------------------- |
| Peppe                    | Vittorio Gassman     | Sinkó László              | Szacsvay László           |
| Mario Angeletti          | Renato Salvatori     | Szersén Gyula             | Szabó Sipos Barnabás      |
| Cosimo                   | Memmo Carotenuto     | Gera Zoltán               | Gruber Hugó               |
| Norma                    | Rosanna Rory         | Almási Éva                | Papp Ági                  |
| Nicoletta                | Carla Gravina        | Jani Ildikó               | Dudás Eszter              |
| Carmelina                | Claudia Cardinale    | Détár Enikő               | Détár Enikő               |
| Capannelle               | Carlo Pisacane       | Pusztai Péter             | Pusztai Péter             |
| Michele Ferribotte       | Tiberio Murgia       |                           |                           |
| Teresa, Tiberio felesége | Gina Rovere          |                           |                           |
| Tiberio                  | Marcello Mastroianni | Csankó Zoltán             | Csankó Zoltán             |
| Dante Cruciani           | Totò                 | Csákányi László           | Kun Vilmos                |
| Signora Ada              | Elena Fabrizi        |                           |                           |
| Massimo                  | Pasquale Misiano     |                           |                           |
| Eladio                   | Renato Terra         |                           |                           |
| Fernando, a házmester    | Aldo Trifiletti      |                           | Antal László              |
| Luigi                    | Nino Marchetti       |                           |                           |
| Orgazda                  | Mario De Simone      |                           |                           |
| Mario anyja              | Gina Amendola        |                           |                           |
| Assunta                  | Elvira Tonelli       |                           | Némedi Mari               |

## Továvbi információk
- Palimadarak a PORT.hu-n (magyarul)
- Palimadarak az Internet Movie Database-ben (angolul)
- Palimadarak a Rotten Tomatoeson (angolul)
- Palimadarak a Box Office Mojón (angolul)

## Fordítás
- Ez a szócikk részben vagy egészben  az   I soliti ignoti című olasz Wikipédia-szócikk fordításán alapul.  Az eredeti cikk szerkesztőit annak laptörténete sorolja fel. Ez a jelzés csupán a megfogalmazás eredetét és a szerzői jogokat jelzi, nem szolgál a cikkben szereplő információk forrásmegjelöléseként.